# Sân vận động Hoàng tử Moulay Abdellah
Sân vận động Hoàng tử Moulay Abdellah (tiếng Ả Rập: المجمع الرياضي الأمير مولاي عبد الله) là một sân vận động đa năng ở Rabat, Maroc. Sân được đặt theo tên của Hoàng tử Moulay Abdellah của Maroc. Sân được xây dựng vào năm 1983 và là sân nhà của Association sportive des FAR. Sân hiện đang được sử dụng chủ yếu cho các trận đấu bóng đá và sân cũng được sử dụng cho các giải đấu điền kinh. Sân vận động có sức chứa 53.000 chỗ ngồi. Từ năm 2008, sân đã tổ chức Meeting International Mohammed VI d'Athlétisme de Rabat. Đó là một địa điểm được xác nhận cho Cúp bóng đá châu Phi 2015 cho đến khi Maroc bị tước quyền chủ nhà. Maroc yêu cầu hoãn Cúp bóng đá châu Phi vì lo sợ đại dịch Ebola tại thời điểm đó ảnh hưởng đến một số quốc gia châu Phi. Nước này sau đó bị loại trừ như một phần của giải đấu quốc tế. Sân vận động Hoàng tử Moulay Abdellah cũng là một địa điểm cho Giải vô địch bóng đá thế giới các câu lạc bộ 2014. Địa điểm đã được lên kế hoạch là một trong những sân vận động cho việc đấu thầu để đăng cai World Cup 2026 nhưng không thành công. Sân được dự định tổ chức các trận đấu tứ kết nếu Maroc được trao quyền đăng cai World Cup. Hiện tại họ đang lên kế hoạch như một địa điểm tiềm năng để tổ chức World Cup 2030 khi Maroc đang tiến hành hợp tác đấu thầu với Bồ Đào Nha và Tây Ban Nha. Nếu điều này xảy ra, đây sẽ là giá thầu liên minh đầu tiên của nhiều quốc gia. Sân cũng sẽ được sử dụng làm nơi tổ chức lễ khai mạc và bế mạc cho Đại hội Thể thao châu Phi 2019 sau khi Malabo, Guinea Xích Đạo rút quyền tổ chức Đại hội Thể thao châu Phi.